# Zac Efron
Zachary David Alexander „Zac” Efron (ur. 18 października 1987 w San Luis Obispo) – amerykański aktor i piosenkarz.
Karierę aktorską rozpoczął w 2002. Sławę zdobył dzięki roli Troya Boltona w filmach z serii High School Musical.
Laureat nagrody Grammy 2019 w kategorii „Najlepsza składanka ze ścieżką dźwiękową z kina, telewizji lub innych mediów wizualnych” za album z muzyką z filmu Król rozrywki.

## Wczesne lata
Urodził się w rodzinie żydowskich emigrantów z Polski jako syn Starli Baskett i Davida Efrona w San Luis Obispo w stanie Kalifornia. Jego pradziadkami byli Nasko Reuben Efron i Dworja Kleszczewska, urodzeni w Boćkach, woj. podlaskie. Jego ojciec był inżynierem elektrykiem w elektrowni, a jego matka pracowała jako sekretarka w tej samej elektrowni, co mąż. Ma młodszego brata, Dylana.

## Kariera
Zaczął występować w szkolnych przedstawieniach, gdy miał jedenaście lat. Chodził też na lekcje śpiewu. Jego nauczycielka literatury poleciła go swojemu agentowi w Los Angeles.
W 2002 zaczął występować w rolach epizodycznych w serialach telewizyjnych. Zadebiutował rolą Pete’a Laemke w Big Wide World of Carl Laemke. Grał postać Camerona Bale’a w serialu Summerland, w drugim sezonie dołączył do jego stałej obsady. W 2003 roku grał w filmie telewizyjnym Droga po marzenia, w którym wcielił się w Stevena Morgana, jednego z dwóch autystycznych bliźniaków.

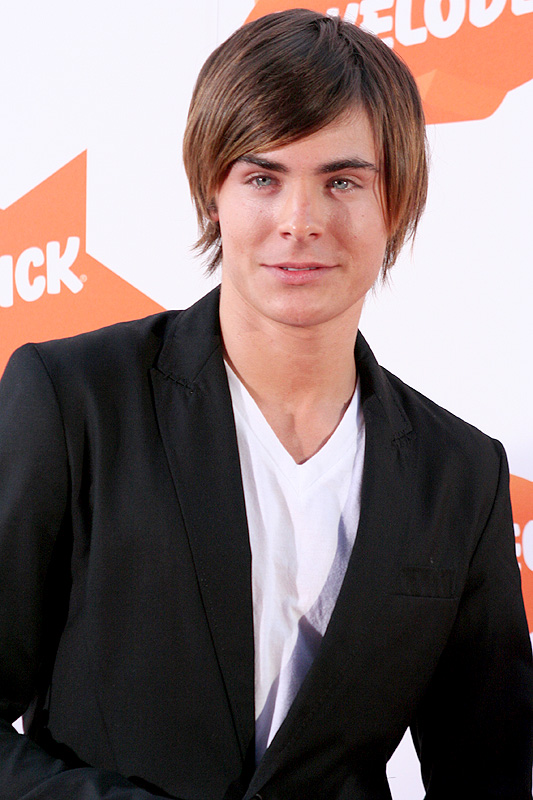
Efron (2007)

W 2006 zagrał Troya Boltona, jednego z głównych bohaterów filmu muzycznego Disney Channel High School Musical. Rola zapewniła mu światową rozpoznawalność. Wkrótce po premierze filmu piosenki, wykonywane przez niego w duecie z Vanessą Hudgens, trafiły na amerykańskie listy przebojów. Singiel „Breaking Free” pobił ówczesny rekord awansu w notowaniach, w ciągu dwóch tygodni trafiając z 86. na 4. miejsce list przebojów. Umiejętności wokalne Efrona zostały podane w wątpliwość, gdy wyszło na jaw, że w ścieżce dźwiękowej do filmu High School Musical jego głos został zmiksowany z głosem kanadyjskiego piosenkarza Drewa Seeleya. 23 sierpnia 2007 w wywiadzie dla magazynu „Rolling Stone” Efron przyznał, że dołączył do obsady filmu, gdy piosenki były już napisane dla głosu tenorowego, podczas gdy on sam śpiewa barytonem, co było powodem tej decyzji producentów.
W 2007 zagrał Linka Larkina w kinowej adaptacji broadwayowskiego musicalu Lakier do włosów. Wystąpił też w dwóch teledyskach – „Say OK” Vanessy Hudgens i „Sick Inside” Hope Paltrow. 17 sierpnia premierę miał film High School Musical 2, który obejrzało wówczas 17,2 miliona widzów, co ustanowiło nowy rekord w historii amerykańskiej telewizji kablowej.  24 października 2008 do polskich kin weszła ostatnia część trylogii, High School Musical 3: Ostatnia klasa, w której Efron ponownie wcielił się w rolę Troya Boltona.

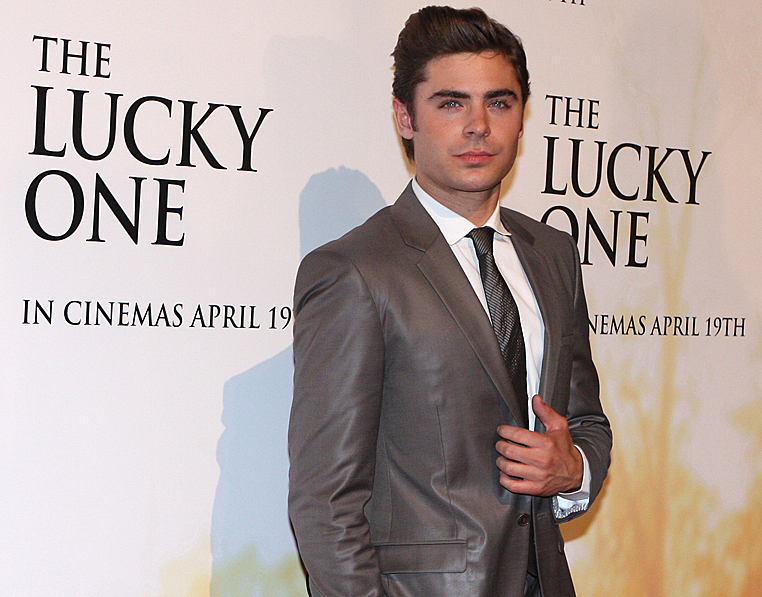
Efron na premierze filmu Szczęściarz (2012)

Jego kolejny film to Znów mam 17 lat. W 2009 do kin wszedł następny film z Efronem w roli głównej – Me and Orson Welles. Akcja filmu dzieje się w 1937 roku w Nowym Jorku, opowiada o nastolatku zatrudnionym do występu w sztuce Juliusz Cezar. W 2010 roku zagrał Charliego St. Clouda w dramacie romantycznym Charlie St. Cloud, oparty na bestsellerowej powieści Bena Sherwooda The Death and Life of Charlie St. Cloud opublikowanej w 2004 przez Bentam Books. W filmie znajduje się scena, w której Tahan uderza Efrona piłką w jądra. Efron wyznał w jednym z wywiadów, że od tamtej pory ma problemy z kroczem.
W 2011 zagrał głównego bohatera w filmie Jonny Quest. W 2012 zagrał w dreszczowcu Pokusa, a w 2014 – w dwóch komediach: najpierw w komedii Ten niezręczny moment, w którym zagrał jednego z trzech przystojniaków, a następnie – w komedii Sąsiedzi, na którego planie złamał rękę.

## Życie prywatne
W latach 2005–2011 był związany z aktorką Vanessą Hudgens, którą poznał na planie filmu High School Musical. 

## Filmografia

### Filmy
| Rok  | Tytuł                                 | Rola                            | Uwagi                             |
| ---- | ------------------------------------- | ------------------------------- | --------------------------------- |
| 2003 | Melinda's World                       | Stuart Wasser                   |                                   |
| 2003 | The Big Wide World of Carl Laemke     | Pete Laemke                     | film telewizyjny                  |
| 2004 | Droga po marzenia                     | Stephen Morgan                  | film telewizyjny                  |
| 2004 | Triple Play                           | Harry Fuller                    | film telewizyjny                  |
| 2005 | The Derby Stallion                    | Patrick McCardle                |                                   |
| 2006 | High School Musical                   | Troy Bolton                     | film telewizyjny (Disney Channel) |
| 2006 | If You Lived Here, You'd Be Home Now  | Cody                            | film telewizyjny                  |
| 2007 | Lakier do włosów                      | Link Larkin                     |                                   |
| 2007 | High School Musical 2                 | Troy Bolton                     | film telewizyjny (Disney Channel) |
| 2008 | Me and Orson Welles                   | Richard Samuels                 |                                   |
| 2008 | High School Musical 3: Ostatnia klasa | Troy Bolton                     |                                   |
| 2009 | Znów mam 17 lat                       | Mike O’Donnell                  |                                   |
| 2010 | Charlie St. Cloud                     | Charlie St. Cloud               |                                   |
| 2011 | Sylwester w Nowym Jorku               | Paul                            |                                   |
| 2012 | Bez względu na cenę                   | Dean Whipple                    |                                   |
| 2012 | Sztuki wyzwolone                      | Nat                             |                                   |
| 2012 | Szczęściarz                           | Logan Thibault                  |                                   |
| 2012 | Pokusa                                | Jack Jansen                     |                                   |
| 2013 | Parkland                              | Dr. Charles James „Jim” Carrico |                                   |
| 2014 | Sąsiedzi                              | Teddy Sanders                   |                                   |
| 2014 | Ten niezręczny moment                 | Jason                           | producent                         |
| 2015 | We Are Your Friends                   | Cole Carter                     |                                   |
| 2016 | Co ty wiesz o swoim dziadku?          | Jason Kelly                     |                                   |
| 2016 | Randka na weselu                      | Dave Stangle                    |                                   |
| 2016 | Sąsiedzi 2                            | Teddy Sanders                   |                                   |
| 2017 | Baywatch. Słoneczny patrol            | Matt Brody                      |                                   |
| 2017 | The Disaster Artist                   | Dan Janjigian / Chris-R         |                                   |
| 2017 | Król rozrywki                         | Phillip Carlyle                 |                                   |
| 2019 | Plażowy haj                           | Flicker                         |                                   |
| 2019 | Podły, okrutny, zły                   | Ted Bundy                       | producent                         |
| 2022 | Wielka ofensywa piwna                 | Chickie Donohue                 |                                   |
| 2022 | Podpalaczka                           | Andy McGee                      |                                   |
| 2022 | Złoto                                 | Pierwszy mężczyzna              |                                   |
| 2023 | Bracia ze stali                       | Kevin Von Erich                 |                                   |
| 2024 | Ricky Stanicky                        | Dean                            |                                   |
| 2024 | Sprawa rodzinna                       | Chris Cole                      |                                   |

### Seriale
| Rok       | Tytuł                         | Rola              | Uwagi                |
| --------- | ----------------------------- | ----------------- | -------------------- |
| 2002      | Firefly                       | Młody Simon Tam   | odc. Safe            |
| 2003      | Ostry dyżur                   | Bobby Neville     | odc. Dear Abby       |
| 2004–2005 | Summerland                    | Cameron Bale      | 16 odcinków          |
| 2005      | CSI: Kryminalne zagadki Miami | Seth Dawson       | odc. Sex & Taxes     |
| 2006      | Heist                         | Doręczyciel pizzy | odc. Pilot           |
| 2006      | Agenci NCIS                   | Daniel Austin     | odc. Deception       |
| 2006      | Nie ma to jak hotel           | Trevor            | odc. Odd Couples     |
| 2009      | Ekipa                         | on sam            | odc. Security Briefs |

### Role głosowe
| Rok       | Tytuł                                                    | Rola                                                                            | Uwagi                                                   |
| --------- | -------------------------------------------------------- | ------------------------------------------------------------------------------- | ------------------------------------------------------- |
| 2006      | Wymiennicy                                               | Davey Hunkerhoff                                                                | odc. Davey Hunkerhoff / Ratted Out                      |
| 2009–2016 | Robot Chicken                                            | Billy Joel / Mechanic Harry Potter / Horrg / Bowling Pin Anakin Skywalker / Man | odc. Tell My Mom odc. I Love Her odc. Western Hay Batch |
| 2010      | Robot Chicken: Star Wars III                             | Anakin Skywalker                                                                | telewizyjny film animowany                              |
| 2014      | Robot Chicken DC Comics Special II: Villains in Paradise | Superboy / Brainiac                                                             | krótkometrażowy telewizyjny film animowany              |
| 2012      | Lorax                                                    | Ted                                                                             | film animowany                                          |
| 2020      | Scooby-Doo!                                              | Fred Jones                                                                      | film animowany                                          |

## Single
| Rok  | Tytuł                      | Wykonawca                                              | Film                                  |
| ---- | -------------------------- | ------------------------------------------------------ | ------------------------------------- |
| 2007 | „All for One”              | Obsada                                                 | High School Musical 2                 |
| 2007 | „You Are the Music in Me”  | Vanessa Hudgens i Zac Efron                            | High School Musical 2                 |
| 2007 | „Everyday”                 | Zac Efron i Vanessa Hudgens                            | High School Musical 2                 |
| 2007 | „Gotta Go My Own Way”      | Zac Efron i Vanessa Hudgens                            | High School Musical 2                 |
| 2007 | „You Are the Music in Me”  | Zac Efron i Vanessa Hudgens                            | High School Musical 2                 |
| 2007 | „Bet on It”                | Zac Efron                                              | High School Musical 2                 |
| 2007 | „What Time Is It?”         | Obsada                                                 | High School Musical 2                 |
| 2007 | „Without Love”             | Zac Efron, Nikki Blonsky, Elijah Kelley i Amanda Bynes | Lakier do włosów                      |
| 2007 | „Ladies’ Choice”           | Zac Efron                                              | Lakier do włosów                      |
| 2007 | „It Takes Two”             | Zac Efron                                              | Lakier do włosów                      |
| 2008 | „High School Musical”      | Obsada                                                 | High School Musical 3: Ostatnia klasa |
| 2008 | „I Just Wanna Be With You” | Zac Efron i Vanessa Hudgens                            | High School Musical 3: Ostatnia klasa |
| 2008 | „Can I Have This Dance”    | Zac Efron i Vanessa Hudgens                            | High School Musical 3: Ostatnia klasa |
| 2008 | „The Boys Are Back”        | Zac Efron i Corbin Bleu                                | High School Musical 3: Ostatnia klasa |
| 2008 | „Scream”                   | Zac Efron                                              | High School Musical 3: Ostatnia klasa |
| 2008 | „Now or Never”             | Obsada                                                 | High School Musical 3: Ostatnia klasa |
| 2017 | „Rewrite The Stars”        | Zac Efron i Zendaya                                    | Król Rozrywki                         |
| 2017 | ,,The Other Side"          | Zac Efron i Hugh Jackman                               | Król Rozrywki                         |